# Joanne Thompson (Sportlerin)
Joanne „Jo“ Sarah Thompson (* 13. Mai 1965 in Dartford) ist eine ehemalige britische Hockeyspielerin. Sie war Olympiadritte bei den Olympischen Spielen 1992 und Europameisterin 1991.

## Leben
1991 fand die Europameisterschaft in Brüssel statt. Die Engländerinnen gewannen ihre Vorrundengruppe und bezwangen im Halbfinale die Niederländerinnen. Im Finale besiegten sie die deutsche Mannschaft mit 2:1. Ein Jahr später bei den Olympischen Spielen 1992 in Barcelona belegten die Britinnen in der Vorrunde den zweiten Platz hinter den Südkoreanerinnen. Nach einer 1:2-Niederlage gegen die Deutschen im Halbfinale spielten die Britinnen gegen die Südkoreanerinnen um Bronze und gewannen mit 4:3 nach Verlängerung. Im Spiel um Bronze war Thompson nicht dabei, für sie stand die Waliserin Helen Morgan im Tor.
Bei der Weltmeisterschaft 1994 belegten die Engländerinnen den neunten Platz. Thompson stand in vier Spielen im Tor, dreimal spielte Hilary Rose.
1996 bei den Olympischen Spielen in Atlanta gab es nur eine Vorrundengruppe, in der jede Mannschaft gegen alle anderen spielte. Die nach der Vorrunde drittplatzierten Britinnen trafen im Spiel um Bronze auf die nach der Vorrunde viertplatzierten Niederländerinnen und unterlagen im Penaltyschießen. Thompson wirkte außer im Spiel um den dritten Platz nur in einem weiteren Spiel mit, Stammtorhüterin war Hilary Rose.
Joanne Thompson spielte beim Ipswich Hockey Club.